# バンクーバー島

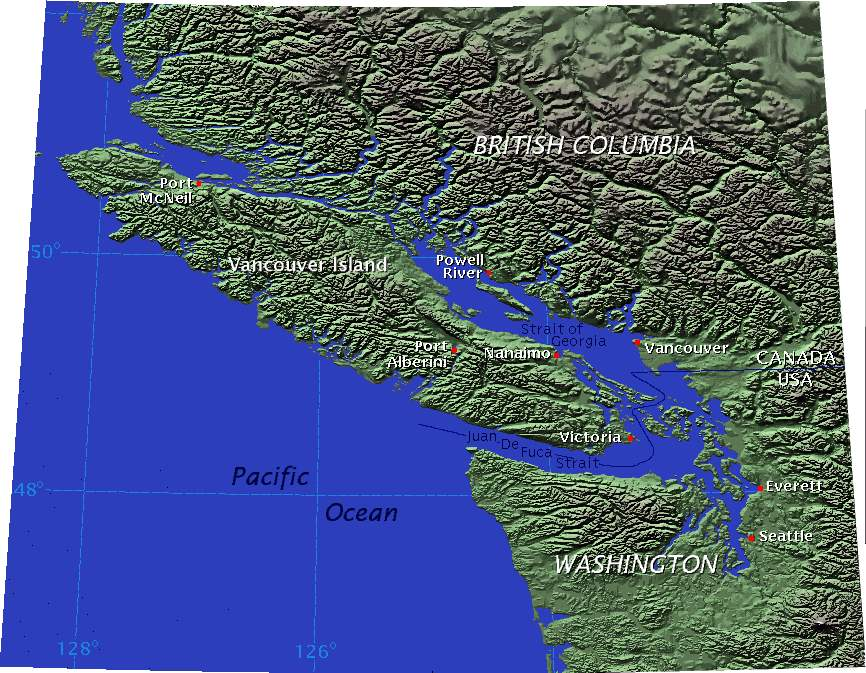
バンクーバー島はいくつかの海峡によって大陸から隔たっている

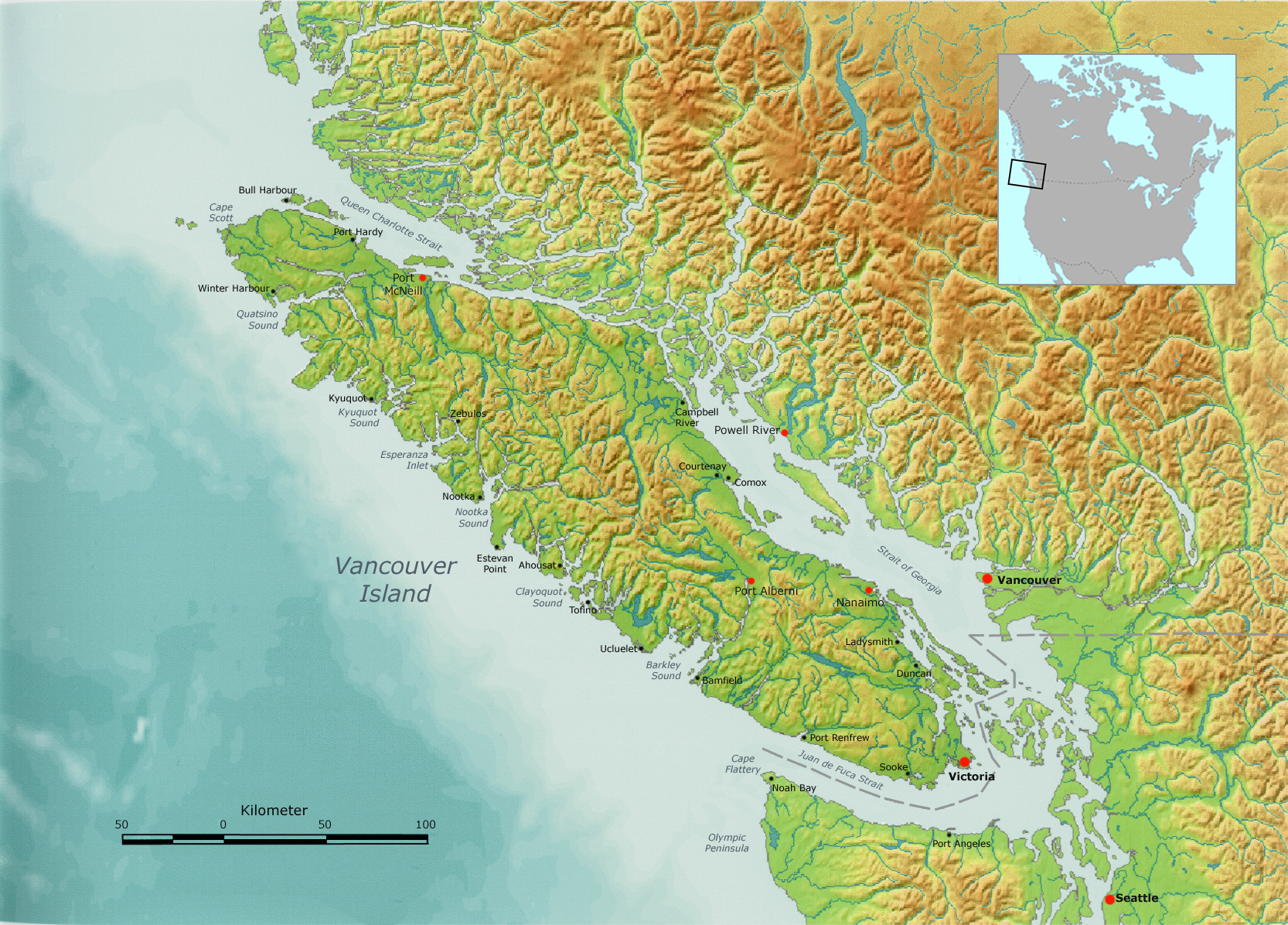
バンクーバー島地図

バンクーバー島（バンクーバーとう、またはヴァンクーヴァー島、英語: Vancouver Island）は、カナダ南西部、ブリティッシュコロンビア州にある島である。島の名称は、18世紀後半にカナダ西海岸地域の測量を行ったジョージ・バンクーバー（George Vancouver）に由来する。

## 概要
面積は32,134平方キロで、九州島や台湾島と同程度の大きさであり、アメリカ大陸太平洋側では最大の島である。人口は86万4864人（2021年）。南端には州都ビクトリアがある。その他、ナナイモ、キャンベルリバーなどの都市がある。なお、バンクーバーは、バンクーバー島ではなくアメリカ大陸側に位置する。
北のジョンストーン海峡 (Johnstone Strait) ・東のジョージア海峡によってカナダのブリティッシュコロンビア州本土と、南のファンデフカ海峡によってアメリカ合衆国ワシントン州本土（オリンピック半島）から隔てられている。周囲にはグルフ諸島など多数の島々が点在する。ジョージア海峡、ファンデフカ海峡、ピュージェット湾などから構成される、バンクーバー島と北アメリカ大陸の間の内海は、セイリッシュ海と総称される。
アメリカ州の先住民族としては、西岸にヌートカ（Nuu-chah-nulth またはNootka）族、南岸、東岸にはサリシュ（Salish）族、北部から中部にかけてはクワキウトル（Kwakiutl）族が古くより在住している。
1849年にイギリスの植民地となった。
太平洋側ではホエール・ウォッチングやサーフィンが盛んで、また複雑に入り組んだ入江や内陸の湖などでは釣りやカヌーが楽しめる。近年ではトフィーノ (Tofino) などのビーチリゾートの紹介が盛んに行われている。産業は主に林業、観光、漁業である。